# Micrantheum
Micrantheum es un género de plantas perteneciente a la familia Picrodendraceae. Comprende cuatro especies originarias de Queensland en Australia.

## Especies[2]
- Micrantheum demissum F.Muell.
- Micrantheum ericoides Desf.
- Micrantheum hexandrum Hook.f.
- Micrantheum serpentinum Orchard